# Садыгов, Бахтияр Юсиф оглы
Бахтияр Юсиф оглы Садыгов (азерб. Sadıqov Bəxtiyar Yusif oğlu; род. в 1951 году, город Агдам, Агдамский район, Азербайджанская ССР) — государственный и политический деятель. Депутат Милли меджлиса Азербайджанской Республики II, IV, V, VI созывов, член комитета по обороне, безопасности и борьбе с коррупцией Милли меджлиса. Заслуженный журналист Азербайджана (2005).

## Биография
Родился Бахтияр Садыгов в 1951 году в городе Агдаме, ныне административный центр Агдамского района Республики Азербайджан. В 1965 году завершил обучение в Агдамской восьмилетней школе № 4. С 1965 по 1969 годы проходил обучение в Бакинском промышленном технологическом техникуме. В 1969 году получил специальность техника-технолога по направлению «технология распиловки и обработки древесины». Получив диплом с отличием, решением педагогического совета был командирован на учебу в высшее учебное заведение. В том же году поступил на факультет журналистики Азербайджанского государственного университета (БГУ), который окончил с отличием в 1974 году. Во время учебы в техникуме избирался председателем студенческой профсоюзной организации техникума, а в Университете был секретарём комсомольской организации факультета журналистики.
Трудовую деятельность начал сразу же по окончании техникума. С апреля по сентябрь 1969 года работал в Агдамском городском управлении коммунального хозяйства, а после окончания Бакинского государственного университета с сентября 1974 года по апрель 1975 года работал сортировщиком в газетно-журнальном цехе издательства «Азербайджан». С апреля 1975 года работал в газете «Апшерон» сначала корректором, затем корреспондентом, заведующим отделом сельского хозяйства, заместителем редактора.
В 1986 году был приглашен в газету «Коммунист». С 1986 по 1991 год работал в газете «Коммунист» главным корреспондентом и заведующим отделом сельского хозяйства.
В 1991 году был приглашен в газету «Хаят», которая начала новое издание. До 1992 года трудился зональным корреспондентом газеты "Хаят". Когда газета «Хаят» была объединена с газетой «Азербайджан», он сначала работал специальным военным корреспондентом обеих газет по Карабахскому региону. Затем был корреспондентом, заведующим отделом «Азербайджан». С апреля 2002 года по настоящее время является главным редактором газеты «Азербайджан». Офицер запаса, имеет звание — капитан. Ветеран Первой карабахской войны.
Избирался депутатом Милли меджлиса Азербайджанской Республики II (2000-2005 годы), IV (2010-2015), V (2015-2020) созывов.
На выборах в Национальное собрание Азербайджана VI созыва, которые прошли в 9 февраля 2020 года, баллотировался по Агдамскому сельскому избирательному округу № 119. По итогам выборов одержал победу и получил мандат депутата Милли меджлиса Азербайджанской Республики. С 10 марта 2020 года приступил к депутатским обязанностям. Является членом комитета по обороне, безопасности и борьбе с коррупцией.
Активно занимается общественной деятельностью. Является членом Государственной комиссии по делам граждан, попавших в плен и пропавших без вести, взятых в заложники, членом Правления Совета прессы, членом Наблюдательного совета государственной поддержки развития СМИ, членом Меджлиса Совета старейшин республики.
Редактор более двухсот статей и 50 научных, художественных, политических и публицистических книг о войне в Карабахе.

## Награды
- Заслуженный журналист Азербайджана (2005)[3].
- Юбилейная медаль «100-летие Полиции Азербайджана (1918—2018)».
- Орден «Слава» (Азербайджан) (2018)[4].
- Медаль «100-летие азербайджанской армии».
- Лауреат премии "Золотое перо" (1983 и 1994 гг.).
- Медаль имени академика Юсифа Мамедалиева (2006)[5].

## Книги
- "Рвение и предательство" ("Qeyrət və Xəyanət"),
- "Человек и время" ("İnsan və zaman"),
- "Правда и ложь" ("Həqiqət və yalan"),
- "Память слов на всю жизнь" ("Ömrün söz yadigarı"),
- "Спаситель Ильхам Алиев" ("Xilaskar İlham Əliyev"),